# Eulimnogammarus
Eulimnogammarus är ett släkte av märlkräftor som beskrevs av Bazikalova 1945. 
Släktet innehåller flera arter som lever i Baikalsjön.